# Таскопинський сільський округ
Таскопи́нський сільський округ (каз. Тасқопа ауылдық округі, рос. Таскопинский сельский округ) — адміністративна одиниця у складі Темірського району Актюбінської області Казахстану. Адміністративний центр та єдиний населений пункт — село Таскопа.
Населення — 676 осіб (2021; 994 у 2009, 1213 у 1999, 1494 у 1989).
Станом на 1989 рік існувала Таскопинська сільська рада (села Стокове, Таскопа). Село Теректи було ліквідовано 2013 року.

## Склад
До складу округу входять такі населені пункти:
| Населений пункт | Колишні назви | Населення, осіб (1989) | Населення, осіб (1999) | Населення, осіб (2009) | Населення, осіб (2021) |
| --------------- | ------------- | ---------------------- | ---------------------- | ---------------------- | ---------------------- |
| Таскопа, село   | -             | 1143                   | 1100                   | 922                    | 676                    |
| --Теректи, село | Стокове       | 351                    | 113                    | 72                     | -                      |